# セダンカ駅
セダンカ駅 (セダンカえき、ロシア語:Станция Седанка) は、ロシア沿海地方ウラジオストクソヴェツキー地区にある、ロシア鉄道の駅。シベリア鉄道上の駅で、エレクトリーチカ（近郊列車）のみ停車する。

## 歴史
1893年にプラットホーム開設し、その4年後の1897年に駅舎が建設され、2017年現在でも使用されている。1962年には電化工事が完了した。
2001年の夏に台風の影響により、駅周辺の貯水池が氾濫し、セダンカ川を渡る鉄橋が流された。仮の鉄橋が設置されるまでの3日間はセダンカ-サナトルナヤ間は不通となった。2002年夏に新しい鉄橋が引かれ、併用を開始した。

## 駅構造
島式ホーム1面2線の地上駅。ホームと駅出口間の移動は跨線橋を経由する。

### のりば
| ホーム | 列車             | 行先                                                       | 備考 |
| ------ | ---------------- | ---------------------------------------------------------- | ---- |
| 1      | エレクトリーチカ | ウスリースク・スパッスク＝ダリニー・チハオケアンスカヤ方面 |      |
| 2      | エレクトリーチカ | ウラジオストク方面                                         |      |

## 駅周辺
- セダンカシティ - ショッピングモール
- セダンカ川（ロシア語版）
- 16番高校（Школа No.16）
- アムール湾

## 隣の駅
ロシア鉄道
シベリア鉄道
エレクトリーチカ（各駅停車）
サナトルナヤ駅 - セダンカ駅 - チャイカ駅